# Kekuyang
Kekuyang is een bestuurslaag in het regentschap Aceh Tengah van de provincie Atjeh, Indonesië. Kekuyang telt 739 inwoners (volkstelling 2010).